# Philyra brasiliensis
Pour les articles homonymes, voir Philyra et Philyra (genre).
Genre
Espèce
Classification APG III (2009)
Statut de conservation UICN

 LC  : Préoccupation mineure
Philyra brasiliensis est une espèce de plantes à fleurs de la famille des Euphorbiaceae. C'est la seule espèce actuellement décrite du genre Philyra.
Elle pousse au Brésil, au Paraguay et au nord-est de l'Argentine

## Synonymes
Philyra brasiliensis a pour synonymes :
- Argythamnia brasiliensis (Klotzsch) Müll.Arg.

- Ditaxis brasiliensis (Klotzsch) Baill.

### GenrePhilyra
- (en)  Myers, P. et al., Animal Diversity Web : Philyra, 2024 (consulté le 16 janvier 2024)
- (en) BioLib : Philyra Klotzsch (consulté le 16 janvier 2024)
- (en) Catalogue of Life : Philyra Klotzsch (consulté le 16 janvier 2024)
- (fr + en) GBIF : Philyra Klotzsch (consulté le 16 janvier 2024)
- (en) GRIN : genre Philyra  Klotzsch  (+liste d'espèces contenant des synonymes)
- (fr) INPN : Philyra Leach, 1817 (TAXREF)  (consulté le 16 janvier 2024)
- (fr + en) ITIS : Philyra Losina-Losinsky, 1961 Non valide (consulté le 16 janvier 2024)
- (en) NCBI : Philyra (taxons inclus) (consulté le 16 janvier 2024)
- (en) Paleobiology Database : Philyra (consulté le 16 janvier 2024)
- (en) Taxonomicon : Philyra Klotzsch (1841) (consulté le 16 janvier 2024)
- (en) Tropicos :  Philyra   Klotzsch   (+ liste sous-taxons) (consulté le 16 janvier 2024)
- (en) UICN : taxon Philyra (consulté le 16 janvier 2024)
- (en) World Checklist of Selected Plant Families (WCSP) : Philyra Klotzsch (1841)
- (en) WoRMS : Philyra Leach, 1817 (+ liste espèces) (consulté le 16 janvier 2024)

### EspècePhilyra brasiliensis
- (en) Catalogue of Life : Philyra brasiliensis Klotzsch (consulté le 16 janvier 2024)
- (fr + en) EOL : Philyra brasiliensis Klotzsch (consulté le 16 janvier 2024)
- (fr + en) GBIF : Philyra brasiliensis Klotzsch (consulté le 16 janvier 2024)
- (en) IRMNG : Philyra brasiliensis Klotzsch (consulté le 16 janvier 2024)
- (en) NCBI : Philyra brasiliensis (taxons inclus) (consulté le 16 janvier 2024)
- (en) Taxonomicon : Philyra brasiliensis Klotzsch (1841) (consulté le 16 janvier 2024)
- (en) Tropicos : Philyra brasiliensis Klotzsch  (+ liste sous-taxons) (consulté le 16 janvier 2024)
- (en) UICN : espèce Philyra brasiliensis Klotzsch (consulté le 16 janvier 2024)
- (en) World Checklist of Selected Plant Families (WCSP) : Philyra brasiliensis